# Aurelio Savina

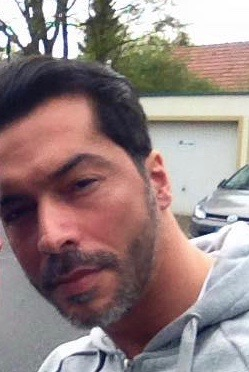
Aurelio Savina (2016)

Aurelio Savina, auch Aureliano Savina, (* 10. Januar 1978 in Hagen) ist ein deutsch-italienisches Model und Reality-TV-Teilnehmer.

## Leben
Savina wuchs im nordrhein-westfälischen Gevelsberg auf. Seine Eltern sind Einwanderer aus Italien. 1999 nahm er an einem Modelwettbewerb in Pescara (Italien) teil und gewann dort den 1. Platz mit dem Titel „Modello più bello d’Italia“ („Schönstes Model des Jahres in Italien“). Er arbeitete anschließend in Italien, den Vereinigten Staaten, Venezuela und Norwegen als Model und Entertainer, bis er 2008 nach Gevelsberg zurückkehrte, wo er (Stand August 2017) noch lebt. Savina ist Vegetarier.
2022 waren er und seine Ex-Freundin mit etlichen weiteren Personen in Zusammenhang mit fingierten Autounfällen und -reparaturen vor dem Landgericht Bochum angeklagt. Das Verfahren gegen Lisa Freidinger, mit der er von 2016 bis 2018 liiert war und an der RTL-Show Das Sommerhaus der Stars – Kampf der Promipaare teilnahm, wurde abgetrennt. Ein Teil der Vorwürfe gegen ihn wurde fallengelassen, Savina wurde Anfang November 2022 wegen Betrugs zu 17 Monaten Freiheitsstrafe auf Bewährung verurteilt. Er gab an, unwissend und naiv gewesen zu sein.
Er ist mit Larissa Aluas liiert, mit der 2022 an Temptation Island VIP teilnahm.

## Fernsehdarsteller
2011 wirkte Savina unter dem Namen „Aury Savina“ gemeinsam mit seiner damaligen Lebensgefährtin July Diamond an der von VOX ausgestrahlten Pseudo-Doku Die Einrichter mit; er stellte einen verheirateten Fotografen dar.
2014 war er Teilnehmer der Fernsehsendung Die Bachelorette. Er schied in der fünften „Nacht der Rosen“ aus. Er fiel insbesondere durch seine „Macho-Sprüche“ sowie durch seine „markigen“ und polarisierenden Kommentare auf. Während dieser Teilnahme sorgten mehrere Skandale für Aufmerksamkeit und Medienpräsenz. Es wurde bekannt, dass Savina unter dem Künstlernamen Aury dela Rosa nebenberuflich als Stripper gearbeitet hatte. Nach seiner Bachelorette-Zeit tingelte Savina als „Special Guest“ durch Diskotheken und Einkaufszentren in Deutschland. 2014 wirkte er außerdem als Darsteller in den Fernsehserien Im Namen der Gerechtigkeit, Schicksale – und plötzlich ist alles anders und In Gefahr – Ein verhängnisvoller Moment (als Gangster Oscar; SAT1) mit.
Für weitere Schlagzeilen in der Öffentlichkeit sorgte in der Folgezeit Savinas Vergangenheit als Erotikdarsteller. 2012 spielte er die Hauptrolle in dem Softporno Sexy Pole Girls – Das Leben an der Stange. Er verkörperte darin den Bordellbesitzer „Niko“. Der Film wurde auf Sport1 im Erotikprogramm des Senders gezeigt und auf DVD mit FSK 18 veröffentlicht.
Im Januar 2015 war Savina Teilnehmer der neunten Staffel der Reality-Show Ich bin ein Star – Holt mich hier raus!. Er gehörte zu den letzten fünf Kandidaten. Bei einem Televoting wurde er am 30. Januar 2015 von den Zuschauern aus dem Dschungelcamp gewählt und zog anschließend aus.
2017 nahm er mit Lisa Freidinger an Das Sommerhaus der Stars – Kampf der Promipaare teil und wurde in der dritten Folge von den anderen Paaren aus der Show gewählt. Ab Oktober 2019 war er Teilnehmer der 2. Staffel der RTL-Dating-Show Bachelor in Paradise, die er in der Sendung vom 5. November 2019 freiwillig verließ. 2020 nahm er an der Reality-Show Like Me – I’m Famous teil und schied in der zweiten Folge aus. Im Juni 2021 stand er in Kärnten für den Pilotfilm Die Schönwetter-Bullen – Dienst ohne Vorschrift vor der Kamera, der 2022 ausgestrahlt werden soll.

## Auftritte
- 2011: Die Einrichter (VOX)

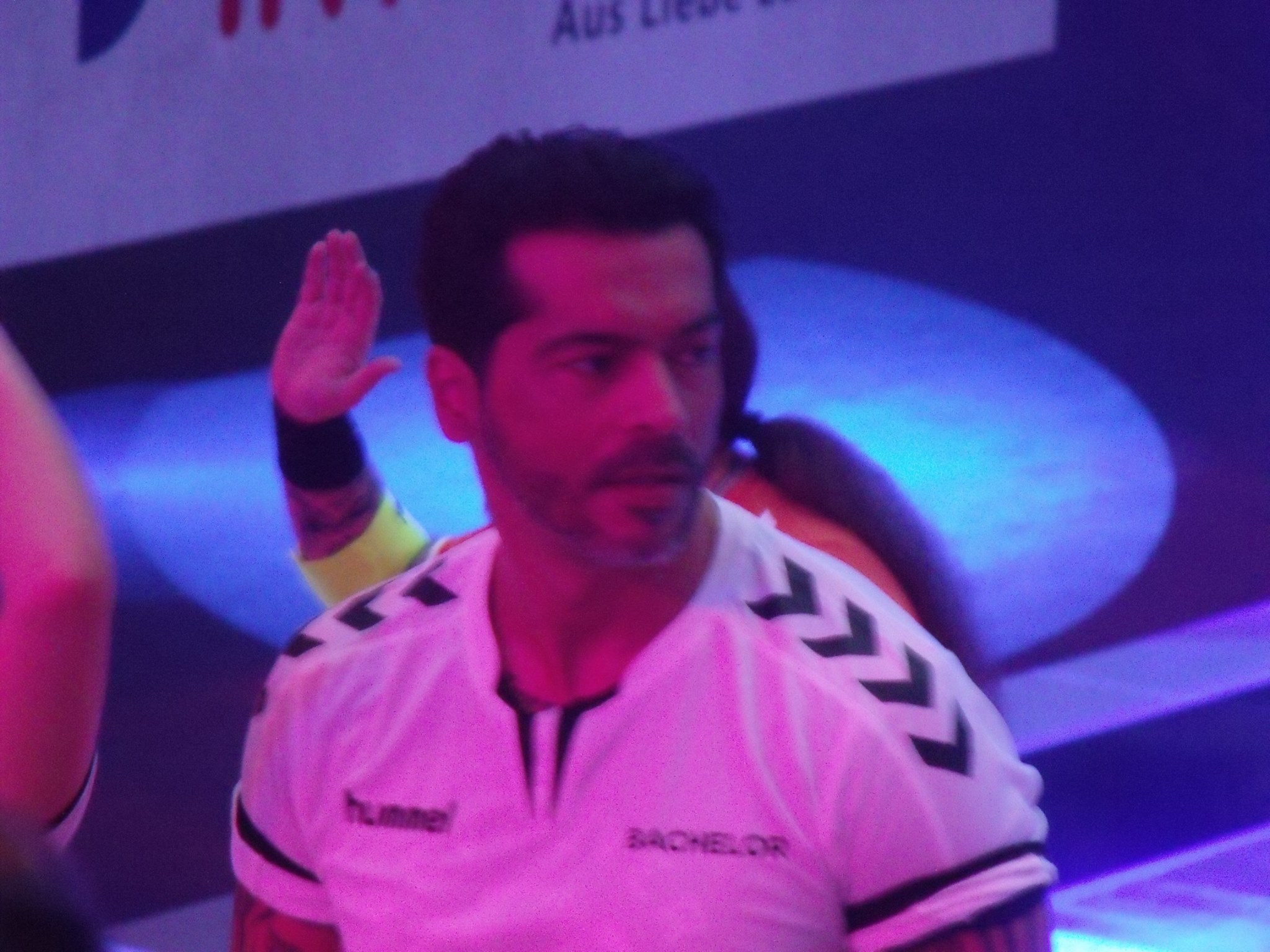
Aurelio Savina bei der Sendung Die große ProSieben Völkerball-Meisterschaft (2016)

- 2012: Sexy Pole Girls – Das Leben an der Stange (Erotikfilm; als Hauptdarsteller)
- 2014: Die Bachelorette (RTL)
- 2014: Im Namen der Gerechtigkeit (Sat1)
- 2014: Schicksale – und plötzlich ist alles anders (Sat1)
- 2014: In Gefahr – Ein verhängnisvoller Moment (Sat1)
- 2015: Ich bin ein Star – Holt mich hier raus! (RTL)
- 2015: Das perfekte Promi-Dinner (VOX)
- 2015: Promi Big Brother – Die Late Night Show (Sixx)
- 2016: Köln 50667 (RTL II)
- 2016–2017: Die große ProSieben Völkerball Meisterschaft (ProSieben)
- 2017: Das Sommerhaus der Stars – Kampf der Promipaare (RTL)
- 2018: Die beste Show der Welt (Hart aber Unfair; ProSieben)
- 2018: Die ProSieben Wintergames (ProSieben)
- 2019: Bachelor in Paradise (RTL)
- 2020: Die Superhändler (RTL)
- 2020: Marco Schreyl - Der Talk (RTL)
- 2020: Like Me – I’m Famous (TVNow)
- 2022: Temptation Island VIP (RTL +)

## Musik
Im April 2019 veröffentlichte Savina unter seinem Vornamen seine Debüt-Single Giulia.